# Nigriniano (cônsul em 350)
Flávio Nigriniano (em latim: Flavius Nigrinianus) foi um oficial romano do século IV, ativo durante o reinado do imperador Constâncio II (r. 337–361). Era pai de Florêncio e portanto provavelmente nativo de Antioquia. Aparece em 350, quando foi nomeado cônsul posterior com Sérgio.